# لينتون (كيبك)
لينتون (بالإنجليزية: Linton, Quebec)‏ هي unorganized area of Canada تقع في كندا في كيبك. يقدر عدد سكانها بـ 0 نسمة ومساحتها 463.10 كم2 .